# Yellow Magic Orchestra (álbum)
Yellow Magic Orchestra es el primer álbum de estudio del grupo japonés de música electrónica Yellow Magic Orchestra, quienes anteriormente se hacían llamar "The Yellow Magic Band". Originalmente lanzado por Alfa Records en Japón en 1978, el álbum fue lanzado por A&M Records en Europa y en Estados Unidos a principios de 1979, en la versión de Estados Unidos venía una carátula del disco distinta y la canción de Acrobat como independiente de la canción Mad Pierrot. Ambas versiones fueron relanzadas en 2003 con el formato de doble-disco, con la versión americana como el primero.
El álbum fue un ejemplo temprano del synthpop, un género en donde la banda es pionera. También fue un álbum pionero en los géneros como la música computarizada, y contribuyó en el desarrollo de la música electro, Hip hop, techno, bleep techno y el chiptune. Las innovaciones del álbum en la música electrónica incluye el uso del microprocesador Roland MC-8 Microcomposer donde crearon nuevos sonidos electrónicos, y el uso de sampling basado en música de videojuegos de aquella época.
El álbum vendió 250 000 copias en Japón y entró en el ranking de los Billboard 200 y en el ranking de R&B Albums en los Estados Unidos. Su sencillo más exitoso fue  Computer Game / Firecracker, la cual vendió 400 000 copias en los Estados Unidos y en el Reino Unido.

## Lista de canciones
| Side one | |               |                                      |          |  |
| N.º      | Título | Letras        | Música                               | Duración |  |
| 1.       | «Computer Game 'Theme from The Circus' (コンピューター・ゲーム —サーカスのテーマ—?)»                                          |               | Yellow Magic Orchestra               | 1:48     |  |
| 2.       | «Firecracker (ファイアークラッカー?)»                                                                                         |               | Yellow Magic Orchestra, Martin Denny | 4:50     |  |
| 3.       | «Simoon (シムーン?)» | Chris Mosdell | Haruomi Hosono                       | 6:27     |  |
| 4.       | «Cosmic Surfin' (コズミック・サーフィン?)»                                                                                    |               | Haruomi Hosono                       | 4:51     |  |
| 5.       | «Computer Game 'Theme from The Invader (コンピューター・ゲーム —インベーダーのテーマ—Computer Game 'Theme from The Invader?)» |               | Yellow Magic Orchestra               | 0:43     |  |

| Side two |                                                                              |               |                        |          |  |
| N.º      | Título                                                                       | Letras        | Música                 | Duración |  |
| 1.       | «Tong Poo (東風 tonpū?, "viento del este")»                                  |               | Ryuichi Sakamoto       | 6:15     |  |
| 2.       | «La femme chinoise (中国女 Chūgoku-onna?)»                                   | Chris Mosdell | Yukihiro Takahashi     | 5:52     |  |
| 3.       | «Bridge over Troubled Music (ブリッジ・オーバー・トラブルド・ミュージック?)» |               | Yellow Magic Orchestra | 1:17     |  |
| 4.       | «Mad Pierrot (マッド・ピエロ?)»                                              |               | Haruomi Hosono         | 4:20     |  |
| 5.       | «Acrobat (アクロバット?)»                                                    |               | Haruomi Hosono         | 1:12     |  |

### Versión de E.U.A.
| Side one |                                         |               |                                      |          |  |
| N.º      | Título                                  | Letras        | Música                               | Duración |  |
| 1.       | «Computer Game 'Theme from The Circus»  |               | Yellow Magic Orchestra               | 1:48     |  |
| 2.       | «Firecracker»                           |               | Yellow Magic Orchestra, Martin Denny | 4:50     |  |
| 3.       | «Simoon»                                | Chris Mosdell | Haruomi Hosono                       | 6:27     |  |
| 4.       | «Cosmic Surfin»                         |               | Haruomi Hosono                       | 4:28     |  |
| 5.       | «Computer Game 'Theme from The Invader» |               | Yellow Magic Orchestra               | 1:01     |  |

| Side two |                              |               |                        |          |  |
| N.º      | Título                       | Letras        | Música                 | Duración |  |
| 1.       | «Yellow Magic (Tong Poo)»    |               | Ryuichi Sakamoto       | 6:17     |  |
| 2.       | «La femme chinoise»          | Chris Mosdell | Yukihiro Takahashi     | 5:55     |  |
| 3.       | «Bridge over Troubled Music» |               | Yellow Magic Orchestra | 1:18     |  |
| 4.       | «Mad Pierrot»                |               | Haruomi Hosono         | 4:05     |  |

## Producción
- Haruomi Hosono: Bajo eléctrico, arreglos, sintetizadores.
- Ryuichi Sakamoto: sintetizadores, percusiones, orquestación.
- Yukihiro Takahashi: vocales, Batería, percusiones.
- Hideki Matsutake: Microprocesadores, programador musical.
- Chris Mosdell: Letrista en inglés.
- Shunichi Hashimoto: Vocalista en "Simoon".
- Masayoshi Takanaka: Guitarra eléctrica en Cosmic Surfin y en La Femme Chinoise
- Tomoko Nunoi: Voces adicionales en La Femme Chinoise (acreditada como Sexy Voice)
- Minako Yoshida: Vocales en Tong Poo (versión de E.U.A.)